# Soy Luna en Concierto
Soy Luna en Concierto (v Latinské Americe roku 2017), Sou Luna O Show (v Brazílii), Soy Luna Live (v Evropě), Soy Luna en Vivo (v Latinské Americe roku 2018) jsou různé regionální názvy pro turné televizního seriálu společnosti Disney Channel, Soy Luna. Show předvádí choreografii, kostýmy, kulisy a hudební repertoár, včetně hitů Alas, Vuelo, Valiente.

## Připrava
25. září 2016 potvrdila protagonistka Karol Sevilla oficiálně toto turné v programu Susany Giménez.
Turné seriálu Soy Luna bylo jedno z nejočekávanějších od Disney.[zdroj?]
V květnu 2017 byla potvrzena evropská část. Evropské část turné byla zahájena 5. ledna 2018 ve Španělsku.

## Obsazení
| Obsazení                                        | Obsazení                      | Obsazení            | Obsazení                      |
|                                                 | První část - Latinská Amerika | Druhá část - Evropa | Třetí část - Latinská Amerika |
| ----------------------------------------------- | ----------------------------- | ------------------- | ----------------------------- |
| Karol Sevilla jako Luna Valenteová              | Ano                           | Ano                 | Ano                           |
| Ruggero Pasquarelli jako Matteo Balsano         | Ano                           | Ano                 | Ano                           |
| Valentina Zenere jako Ámbar Smithová            | Ano                           | Ano                 | Ano                           |
| Michael Ronda jako Simón Alvaréz                | Ano                           | Ano                 | Ano                           |
| Malena Ratner jako Delfina "Delfi" Alzamendiová | Ano                           | Ano                 | Ano                           |
| Ana Jara jako Jimena "Jim" Medinová             | Ano                           | Ano                 | Ano                           |
| Chiara Parravicini jako Yamila "Yam" Sánchezová | Ano                           | Ano                 | Ne                            |
| Jorge Lopéz jako Ramiro Ponce                   | Ano                           | Ano                 | Ano                           |
| Gastón Vietto jako Pedro Arias                  | Ano                           | Ano                 | Ano                           |
| Katja Martínez jako Jazmín Carbajalová          | Ano                           | Ne                  | Ne                            |
| Carolina Kopelioff jako Nina Simonettiová       | Ano                           | Ne                  | Ne                            |
| Agustín Bernasconi jako Gastón Périda           | Ano                           | Ne                  | Ne                            |
| Giovanna Reynaud jako Emília                    | Ne                            | Ne                  | Ano                           |
| Pasquale di Nuzzo jako Benício                  | Ne                            | Ne                  | Ano                           |

## Seznam písní
| Latinská Amerika (2017) |
| --- |
| 1. Úvod 2. Alas (Karol Sevilla) 3. Siempre Juntos (Obsazení) 4. Prófugos (Obsazení) 5. La Vida es un Sueño (Karol Sevilla) 6. Invisibles(Michael Ronda, Gastón Vietto & Ruggero Pasquarelli) 7. Sobre Reudas (Karol Sevilla, Valentina Zenere, Katja Martinez, Malena Ratner, Chiara Parravicini, Ana Jara & Carolina Kopelioff) 8. Siento (Ruggero Pasquarelli) 9. Mírame a mí (Valentina Zenere) 10. Eres (Karol Sevilla, Michael Ronda A Ruggero Pasquarelli) 11. Chicas así (Valentina Zenere, Malena Ratner & Katja Martinez) 12. Valiente (akusticky) (Karol Sevilla & Michael Ronda) 13. Linda (Michaela Ronda, Gaston Vietto & Ruggero Pasquarelli) 14. Música en tí (Karol Sevilla) 15. I'd Be Crazy (Ruggero Pasquarelli, Michael Ronda, Gastón Vietto, Jorge Lopez & Agustin Bernasconi) 16. A rodar mi vida (Chiara Parravicini, Ana Jara Martinez & Jorge Lopez) 17. Fush, ¡Te Vas! (Katja Martinez, Valentina Zenere & Malena Ratner) 18. Tengo un Corazón (Carolina Kopelioff) 19. Mitad y Mitad (Agustin Bernasconi & Karolína Kopelioff) 20. Qué más da (Karol Sevilla & Ruggero Pasquarelli) 21. Aquí Estoy (Ruggero Pasquarelli & Agustin Bernasconi) 22. Yo Quisiera (Michael Ronda) 23. Un Destino (Karol Sevilla, Michael Ronda, Gaston Vietto & Ruggero Pasquarelli) 24. Valiente (Obsazení) 25. Vuelo (Obsazení) 26. Alas (Obsazení) 27. Siempre Juntos (Obsazení) |

| Evropa (2018) |
| --- |
| 1. Intro 2. Alas (Karol Sevilla) 3. Siempre Juntos (Obsazení) 4. Prófugos (Obsazení) 5. La Vida es un Sueño (Karol Sevilla) 6. Invisibles (Michael Ronda, Gastón Vietto & Ruggero Pasquarelli) 7. Sobre ruedas (Karol Sevilla, Valentina Zenere, Malena Ratner, Chiara Parravicini & Ana Jara) 8. Siento (Ruggero Pasquarelli) 9. Mírame a mí (Valentina Zenere) 10. Eres (Karol Sevilla, Michael Ronda & Ruggero Pasquarelli) 11. Chicas así (Valentina Zenere & Malena Ratner) 12. Valiente (Akustická verze) (Karol Sevilla & Michael Ronda) 13. Linda (Michael Ronda, Gastón Vietto & Ruggero Pasquarelli) 14. Música en ti (Karol Sevilla) 15. I'd Be Crazy (Ruggero Pasquarelli, Michael Ronda, Gastón Vietto & Jorge López) 16. A rodar mi vida (Versión acústica) (Chiara Parravicini, Ana Jara & Jorge López) 17. Solo para Ti (Karol Sevilla) 18. Catch Me If You Can (Valentina Zenere) 19. Qué más da (Karol Sevilla & Ruggero Pasquarelli) 20. Allá Voy (Ruggero Pasquarelli) 21. Yo Quisiera (Michael Ronda) 22. Un destino (Karol Sevilla, Michael Ronda, Gastón Vietto & Ruggero Pasquarelli) 23. Valiente (Obsazení) 24. Vuelo (Obsazení) 25. Alas (Obsazení) 26. Siempre Juntos (Obsazení) |

| Amerika (2018) |
| --- |
| 1. Intro 2. Alas (Karol Sevilla) 3. I've Got a Feeling (Obsazení) 4. Prófugos (Obsazení) 5. La Vida es un Sueño (Karol Sevilla) 6. Mírame a mi (Valentina Zenere) 7. Eres (Karol Sevilla, Michael Ronda & Ruggero Pasquarelli) 8. Invisibles (Michael Ronda, Gastón Vietto & Ruggero Pasquarelli) 9. Sobre ruedas (Karol Sevilla, Valentina Zenere, Malena Ratner, Ana Jara & Giovanna Reynaud) 10. Princesa (akusticky) (Ruggero Pasquarelli) 11. Quiero Verte Sonreir (Ruggero Pasquarelli) 12. Solo para Ti (Karol Sevilla) 13. ¿Cómo Me Ves? (Valentina Zenere, Giovanna Reynaud, Jorge López, Pasquale di Nuzzo) 14. Decirte Lo Que Siento (Gastón Vietto & Malena Ratner) 15. Borrar Tu Mirada (Karol Sevilla, Ana Jara & Malena Ratner) 16. I'd Be Crazy (Ruggero Pasquarelli, Michael Ronda, Gastón Vietto, Jorge López & Pasquale di Nuzzo) 17. Tu Cárcel (Karol Sevilla & Michael Ronda) 18. Allá Voy (Ruggero Pasquarelli) 19. Catch Me If You Can (Valentina Zenere) 20. Soy Yo (Karol Sevilla) 21. Tiempo De Amor (Michael Ronda) 22. Quédate (Karol Sevilla & Ruggero Pasquarelli) 23. Alzo Mi Bandera (Karol Sevilla, Michael Ronda, Gastón Vietto & Ruggero Pasquarelli) 24. Modo Amar (Obsazení) 25. Valiente (Obsazení) 26. Vuelo (Obsazení) 27. Siempre Juntos (Obsazení) 28. Alas (Obsazení) 29. Footloose (Obsazení) |

## Seznam koncertů
| Datum                         | Město                         | Země                          | Místo                                | Počet vystopení (v jeden den) |
| První část - Latinská Amerika | První část - Latinská Amerika | První část - Latinská Amerika | První část - Latinská Amerika        | První část - Latinská Amerika |
| ----------------------------- | ----------------------------- | ----------------------------- | ------------------------------------ | ----------------------------- |
| 24. března 2017               | Buenos Aires                  | Argentina                     | Tecnópolis                           | 2                             |
| 25. března 2017               | Buenos Aires                  | Argentina                     | Tecnópolis                           | 2                             |
| 26. března 2017               | Buenos Aires                  | Argentina                     | Tecnópolis                           | 2                             |
| 28. března 2017               | Buenos Aires                  | Argentina                     | Tecnópolis                           | 1                             |
| 29. března 2017               | Buenos Aires                  | Argentina                     | Tecnópolis                           | 1                             |
| 31. března 2017               | Córdoba                       | Argentina                     | Orfeo Superdomo                      | 2                             |
| 1. dubna 2017                 | Córdoba                       | Argentina                     | Orfeo Superdomo                      | 2                             |
| 3. dubna 2017                 | Asunción                      | Paraguay                      | Jockey Club                          | 1                             |
| 5. dubna 2017                 | Salta                         | Argentina                     | Estadio Padre Ernesto Martearena     | 1                             |
| 7. dubna 2017                 | Santiago                      | Chile                         | Movistar Arena                       | 2                             |
| 8. dubna 2017                 | Santiago                      | Chile                         | Movistar Arena                       | 2                             |
| 9. dubna 2017                 | Santiago                      | Chile                         | Movistar Arena                       | 2                             |
| 11. dubna 2017                | Tucumán                       | Argentina                     | Estadio Club San Martín              | 1                             |
| 13. dubna 2017                | Montevideo                    | Uruguay                       | Estadio Centenario                   | 1                             |
| 15. dubna 2017                | Rosario                       | Argentina                     | Hipódromo Parque de la Independencia | 2                             |
| 18. dubna 2017                | Lima                          | Peru                          | Jockey Club                          | 1                             |
| 20. dubna 2017                | Medellín                      | Kolumbie                      | Centro de Eventos La Macarena        | 1                             |
| 22. dubna 2017                | Bogotá                        | Kolumbie                      | Centro de Eventos Autopista Norte    | 2                             |
| 23. dubna 2017                | Cali                          | Kolumbie                      | Plaza de Toros de Cañaveralejo       | 1                             |
| 25. dubna 2017                | Barranquilla                  | Kolumbie                      | Colegio San José                     | 1                             |
| 29. dubna 2017                | Mexico City                   | Mexiko                        | Auditorio Nacional                   | 2                             |
| 30. dubna 2017                | Mexico City                   | Mexiko                        | Auditorio Nacional                   | 2                             |
| 1. května 2017                | Mexico City                   | Mexiko                        | Auditorio Nacional                   | 2                             |
| 3. května 2017                | Monterrey                     | Mexiko                        | Auditorio Citibanamex                | 1                             |
| 4. května 2017                | Monterrey                     | Mexiko                        | Auditorio Citibanamex                | 1                             |
| 7. května 2017                | San José                      | Kostarika                     | Estadio Nacional de Costa Rica       | 1                             |
| 9. května 2017                | Cuidad de Panamá              | Panama                        | Centro de Convenciones Amador        | 1                             |
| 11. května 2017               | Quito                         | Ekvádor                       | Estadio Olímpico Atahualpa           | 1                             |
| 13. května 2017               | Guayaquil                     | Ekvádor                       | Estadio Modelo Alberto Spencer       | 1                             |
| 20. srpna 2017                | México City                   | Mexiko                        | Foro Sol                             | 1                             |
| 30. září 2017                 | São Paulo                     | Brazílie                      | Citibank Hall                        | 2                             |
| Druhá část - Evropa           |                               |                               |                                      |                               |
| 5. ledna 2018                 | Barcelona                     | Španělsko                     | Palau Sant Jordi                     | 1                             |
| 7. ledna 2018                 | Madrid                        | Španělsko                     | WiZink Centre                        | 2                             |
| 9. ledna 2018                 | Bilbao                        | Španělsko                     | Bizkaia Arena                        | 1                             |
| 11. ledna 2018                | Zaragoza                      | Španělsko                     | Pabellón Príncipe Felipe             | 1                             |
| 13. ledna 2018                | Malága                        | Španělsko                     | Palacio de Deportes Martín Carpena   | 1                             |
| 14. ledna 2018                | Malága                        | Španělsko                     | Palacio de Deportes Martín Carpena   | 1                             |
| 17. ledna 2018                | Sevilla                       | Španělsko                     | Palacio de Deportes de San Pablo     | 1                             |
| 20. ledna 2018                | Lisabon                       | Portugalsko                   | MEO Arena                            | 2                             |
| 24. ledna 2018                | Turín                         | Itálie                        | Pala Alpitour                        | 1                             |
| 27. ledna 2018                | Řím                           | Itálie                        | PalaLottomatica                      | 1                             |
| 28. ledna 2018                | Řím                           | Itálie                        | PalaLottomatica                      | 1                             |
| 30. ledna 2018                | Neapol                        | Itálie                        | PalaPartenope                        | 2                             |
| 31. ledna 2018                | Florencie                     | Itálie                        | Mandela Forum                        | 1                             |
| 2. února 2018                 | Milán                         | Itálie                        | Mediolanum Forum                     | 1                             |
| 3. února 2018                 | Milán                         | Itálie                        | Mediolanum Forum                     | 1                             |
| 6. února 2018                 | Padova                        | Itálie                        | Palasport                            | 1                             |
| 9. února 2018                 | Bologna                       | Itálie                        | Unipol Arena                         | 1                             |
| 14. února 2018                | Lyon                          | Francie                       | La Halle Tony Garnier                | 1                             |
| 15. února 2018                | Ženeva                        | Švýcarsko                     | L’Aréna                              | 1                             |
| 17. února 2018                | Bordeaux                      | Francie                       | Métropole Aréna                      | 1                             |
| 18. února 2018                | Toulouse                      | Francie                       | Zénith de Toulouse                   | 1                             |
| 20. února 2018                | Nice                          | Francie                       | Zénith de Nice                       | 1                             |
| 21. února 2018                | Marseille                     | Francie                       | Dôme                                 | 1                             |
| 24. února 2018                | Paříž                         | Francie                       | Zénith de Paris                      | 1                             |
| 25. února 2018                | Paříž                         | Francie                       | Zénith de Paris                      | 1                             |
| 28. února 2018                | Lille                         | Francie                       | Zénith de Lille                      | 1                             |
| 2. března 2018                | Nantes                        | Francie                       | Zénith de Nantes                     | 1                             |
| 4. března 2018                | Montpellier                   | Francie                       | Zénith de Montpellier                | 1                             |
| 15. března 2018               | Hamburk                       | Německo                       | Barclaycard Arena                    | 1                             |
| 17. března 2018               | Mannheim                      | Německo                       | SAP Arena                            | 1                             |
| 18. března 2018               | Curych                        | Švýcarsko                     | Hallenstadion                        | 1                             |
| 22. března 2018               | Berlín                        | Německo                       | Mercedes-Benz-Arena                  | 1                             |
| 24. března 2018               | Kolín nad Rýnem               | Německo                       | Lanxess Arena                        | 1                             |
| 25. března 2018               | Mnichov                       | Německo                       | Olympiahalle                         | 1                             |
| 29. března 2018               | Stuttgart                     | Německo                       | Schleyerhalle Stuttgart              | 1                             |
| 31. března 2018               | Oberhausen                    | Německo                       | Schleyerhalle Oberhausen             | 2                             |
| 1. dubna 2018                 | Frankfurt nad Mohanem         | Německo                       | Festhalle                            | 1                             |
| 3. dubna 2018                 | Lublaň                        | Slovinsko                     | Arena Stožice                        | 1                             |
| 4. dubna 2018                 | Lublaň                        | Slovinsko                     | Arena Stožice                        | 1                             |
| 5. dubna 2018                 | Vídeň                         | Rakousko                      | Wiener Stadthalle                    | 1                             |
| 6. dubna 2018                 | Vídeň                         | Rakousko                      | Wiener Stadthalle                    | 1                             |
| 8. dubna 2018                 | Lipsko                        | Německo                       | Leipzing Arena                       | 1                             |
| 9. dubna 2018                 | Brusel                        | Belgie                        | Palais 12                            | 1                             |
| Třetí část - Latinská Amerika |                               |                               |                                      |                               |
| 15. června 2018               | Buenos Aires                  | Argentina                     | Luna Park                            | 1                             |
| 16. června 2018               | Buenos Aires                  | Argentina                     | Luna Park                            | 2                             |
| 17. června 2018               | Buenos Aires                  | Argentina                     | Luna Park                            | 2                             |
| 19. června 2018               | Buenos Aires                  | Argentina                     | Luna Park                            | 1                             |
| 20. června 2018               | Buenos Aires                  | Argentina                     | Luna Park                            | 2                             |
| 21. června 2018               | Buenos Aires                  | Argentina                     | Luna Park                            | 1                             |
| 22. června 2018               | Buenos Aires                  | Argentina                     | Luna Park                            | 1                             |
| 23. června 2018               | Buenos Aires                  | Argentina                     | Luna Park                            | 2                             |
| 24. června 2018               | Buenos Aires                  | Argentina                     | Luna Park                            | 2                             |
| 29. června 2018               | La Rioja                      | Argentina                     | Estádio Superdomo                    | 1                             |
| 1. července 2018              | Tucumán                       | Argentina                     | Fórum Santiago del Estero            | 1                             |
| 3. července 2018              | Salta                         | Argentina                     | Estádio Padre Ernesto Martearena     | 1                             |
| 6. července 2018              | Mar de Plata                  | Argentina                     | Estadio Polideportivo Islas Malvinas | 2                             |
| 13. července 2018             | Santiago                      | Chile                         | Movistar Arena                       | 1                             |
| 14. července 2018             | Santiago                      | Chile                         | Movistar Arena                       | 2                             |
| 27. července 2018             | São Paulo                     | Brazílie                      | Citibank Hall                        | 2                             |
| 29. července 2018             | Rio de Janeiro                | Brazílie                      | KM de Vantagens Hall                 | 1                             |
| 4. srpna 2018                 | Santa Fe                      | Argentina                     | Estádio Club Unión de Santa Fe       | 2                             |
| 8. srpna 2018                 | Mendoza                       | Argentina                     | Estádio Cubierto Malvinas Argentinas | 1                             |
| 11. srpna 2018                | Córdoba                       | Argentina                     | Estádio Orfeo Superdomo              | 1                             |
| 12. srpna 2018                | Córdoba                       | Argentina                     | Estádio Orfeo Superdomo              | 1                             |
| 15. srpna 2018                | Santa Cruz de la Sierra       | Bolívie                       | Estadio Ramón Tahuichi Aguilera      | 1                             |
| 17. srpna 2018                | La Paz                        | Bolívie                       | Estadio Hernando Siles               | 1                             |
| 19. srpna 2018                | Cochabamba                    | Bolívie                       | Estadio Félix Capriles               | 1                             |
| 23. srpna 2018                | Lima                          | Peru                          | Jockey Club del Perú                 | 1                             |
| 26. srpna 2018                | Guayaquil                     | Ekvádor                       | Estádio Modelo Alberto Spencer       | 1                             |
| 29. srpna 2018                | Quito                         | Ekvádor                       | Estádio Olímpico Atahualpa           | 1                             |
| 1. září 2018                  | Bogotá                        | Kolumbie                      | Centro de Eventos Autopista Norte    | 1                             |
| 2. září 2018                  | Bogotá                        | Kolumbie                      | Centro de Eventos Autopista Norte    | 1                             |
| 5. září 2018                  | Barranquilla                  | Kolumbie                      | Centro de Eventos Puerta de Oro      | 1                             |
| 7. září 2018                  | Medellín                      | Kolumbie                      | Centro de Eventos La Macarena        | 1                             |
| 13. září 2018                 | Ciudad de Panamá              | Panama                        | Centro de Convenciones Amador        | 1                             |
| 15. září 2018                 | San José                      | Kostarika                     | Estádio Nacional de Costa Rica       | 1                             |
| 18. září 2018                 | Santo Domingo                 | Dominikánská republika        | Estádio Quisqueya                    | 1                             |
| 21. září 2018                 | Ciudad de México              | Mexiko                        | Auditorio Nacional                   | 1                             |
| 22. září 2018                 | Ciudad de México              | Mexiko                        | Auditorio Nacional                   | 2                             |
| 23. září 2018                 | Ciudad de México              | Mexiko                        | Auditorio Nacional                   | 2                             |
| 25. září 2018                 | Ciudad de México              | Mexiko                        | Auditorio Nacional                   | 1                             |
| 26. září 2018                 | Ciudad de México              | Mexiko                        | Auditorio Nacional                   | 1                             |
| 27. září 2018                 | Querétaro                     | Mexiko                        | Auditorio Josefa Ortiz de Domínguez  | 1                             |
| 29. září 2018                 | Monterrey                     | Mexiko                        | Auditorio Citibanamex                | 2                             |
| 30. září 2018                 | Monterrey                     | Mexiko                        | Auditorio Citibanamex                | 2                             |
| 4. října 2018                 | Puebla                        | Mexiko                        | Acrópolis                            | 1                             |
| 6. října 2018                 | Guadalajara                   | Mexiko                        | Auditorio Telmex                     | 2                             |
| 7. října 2018                 | Guadalajara                   | Mexiko                        | Auditorio Telmex                     | 2                             |
| 10. října 2018                | Ciudad de Guatemala           | Guatemala                     | Explanada Cardales de Cayala         | 1                             |
| 22. října 2018                | Tucumán                       | Argentina                     | Club Central Córdoba                 | 1                             |
| 25. října 2018                | Salta                         | Argentina                     | Estadio Padre Ernesto Martearena     | 1                             |
| 14. listopadu 2018            | Montevideo                    | Uruguay                       | Antel Arena                          | 1                             |
| 17. listopadu 2018            | Buenos Aires                  | Argentina                     | Luna Park                            | 1                             |
| 18. listopadu 2018            | Buenos Aires                  | Argentina                     | Luna Park                            | 2                             |
| 19. listopadu 2018            | Buenos Aires                  | Argentina                     | Luna Park                            | 2                             |